# سابادل ۱۳۲۶۰
سیارک ۱۳۲۶۰ (به انگلیسی: 13260 Sabadell، نامگذاری:1998QZ15) سیزده هزار و دویست و شصتمین سیارک کشف شده‌است که در ۲۳ اوت ۱۹۹۸ کشف شد.
قدر مطلق سیارک برابر ۱۳٫۱۰ است.